# Desmosoma tyrrhenicum
Desmosoma tyrrhenicum là một loài chân đều trong họ Desmosomatidae. Loài này được Fresi & Schiecke miêu tả khoa học năm 1969.